# Iwanowka (Komi, Kortkerosski)
Iwanowka (russisch Ивановка) ist eine Derewnja (Dorf) in der russischen Republik Komi. Der Ort gehört zur Landgemeinde Niwschera im Kortkerosski rajon.

## Geographie
Iwanowka liegt am rechten Ufer des Flusses Niwschera etwa 90 Kilometer nordöstlich des Rajonzentrums Kortkeros. Der Gemeindesitz Niwschera befindet sich sechs Kilometer nordöstlich. Die nähest auf Straßen erreichbare Bahnstation befindet sich in der Hauptstadt Syktywkar etwa 150 Kilometer (Luftlinie) südwestlich.

## Geschichte
Der örtlichen Überlieferung nach soll der Ort nach 1892 von einem gewissen Jemeljan Iwanow gegründet worden sein, der aus dem in der Nähe liegenden Ort Iwanowskaja stammte.

### Bevölkerungsentwicklung
| Jahr | Einwohner |
| ---- | --------- |
| 1916 | 60        |
| 1926 | 77        |
| 1959 | 66        |
| 1970 | 85        |
| 1989 | 28        |
| 2002 | 22        |
| 2010 | 10        |

Anmerkung: Volkszählungsdaten